# Кабесон-де-ла-Сьєрра
Кабесон-де-ла-Сьєрра (ісп. Cabezón de la Sierra) — муніципалітет в Іспанії, у складі автономної спільноти Кастилія-і-Леон, у провінції Бургос. Населення — 58 осіб (2010).
Муніципалітет розташований на відстані близько 170 км на північ від Мадрида, 60 км на південний схід від Бургоса.

## Демографія
Динаміка населення (INE ):